# Compositie II (stilleven)
Compositie II (stilleven) is een schilderij van de De Stijl-voorman Theo van Doesburg in het Museo Thyssen-Bornemisza in Madrid.

## Het werk

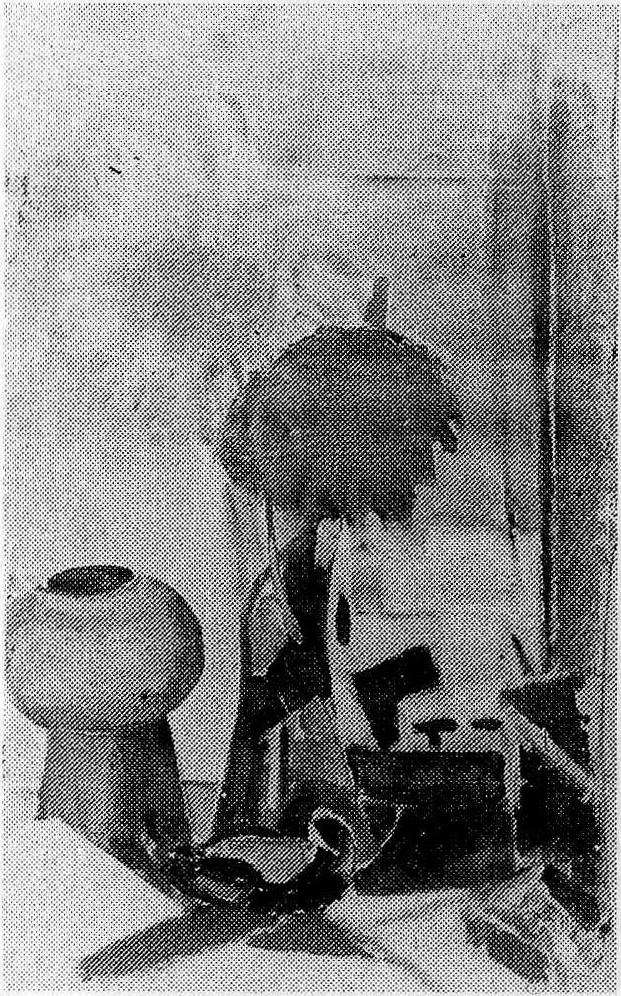
Theo van Doesburg. Stilleven (etude). 1916 (vermoedelijk). Aquarel op papier (vermoedelijk). Afmetingen en huidige verblijfplaats onbekend.

Het werk draagt rechtsonder Van Doesburgs monogram en het jaartal 1916. Het is waarschijnlijk gebaseerd op een verloren gegaan stilleven, vermoedelijk een aquarel, waarvan alleen nog een foto bestaat (zie afbeelding links). Net als Compositie I (stilleven) is dit werk ontstaan onder invloed van Cézanne. Het is in 1918 afgebeeld in De Stijl als bijlage bij een artikel van Vilmos Huszár en in 1920 in Van Doesburgs Klassiek-Barok-Modern.

## Herkomst
Het werk is in 1922 of eerder door Van Doesburg aan Vilmos Huszár gegeven of verkocht. Ergens na 1936 kwam het in het bezit van Kunsthandel G.J. Nieuwenhuizen Segaar in Den Haag, die het doorverkocht aan Galerie Beyeler in Bazel. Ergens voor 1961 zou het zich bevinden in een privéverzameling in Engeland, maar niet lang daarna kwam het weer op de markt eerst als eigendom van Waddington and Tooth Galleries, Ltd. in Engeland en later door Andrew Crispo Gallery in New York. Deze laatste handelaar verkocht het in 1978 aan Baron Hans Heinrich Thyssen-Bornemisza. Sinds 1992 bevindt het werk zich in het Museo Thyssen-Bornemisza in Madrid.